# Принциповий і жалісливий погляд
«Принциповий і жалісливий погляд» (рос. Принципиальный и жалостливый взгляд) — російський фільм-драма режисера Олександра Сухочева за сценарієм Ренати Литвинової. Знятий на кіностудії «Ленфільм», 1996 рік. Фільм перебував у виробництві більше трьох років. Робоча назва — «Принциповий і жалісливий погляд Алі К.».

## Зміст
Головна героїня все життя шукає щастя і намагається втекти від задушливої внутрішньої самотності. Та чоловік іде, її романи розбиваються, привносячи гіркий осад, та й син залишає її заради свого власного життя. Комплекси тиснуть на неї, але вона намагається не втрачати надію на краще.

## Ролі
- Наталія Коляканова — Аля
- Тетяна Окунєвська — мати (озвучила Зінаїда Шарко)
- Ольга Самошина
- Мілена Тонтегоде
- Валерій Баринов
- Сергій Русскін
- Ніна Казарінова — епізод

## Нагороди
- 1996 — Приз журі Наталії Колякановій на Відкритому російському кінофестивалі «Кінотавр» (Сочі, Росія).
- 1996 — Номінація на премію «Ніка» за найкращу жіночу роль (Наталія Коляканова).
- 1996 — Приз журі на кінофестивалі «Вікно в Європу» (Виборг, Росія).
- 1996 — Диплом журі на Міжнародному кінофестивалі «Молодість» (Київ, Україна)
- 1996 — Кінофестиваль в Токіо, номінація на Гран-прі.
- 1996 — учасник основної програми Берлінського кінофестивалю.

## Критика
Кінокритика фільму обширна і полярно протилежна.
Данило Дондурей, головний редактор журналу «Мистецтво кіно» вважає, що «Принциповий і жалісливий погляд» — застаріле авторське кіно. Його враження, що Олександр Сухочев почав знімати двадцять років тому і тільки нещодавно закінчив роботу. Андрій Плахов — кінознавець, оглядач газети «Коммерсант», відгукнувся про картину досить обтічно: «Дебют Сухочева довів безсмертя ленінградської школи. Вона буде жива - поки живе дух затемнених, безбитних у своїй обжитості пітерських квартир, які, здається, не провітрювалися з часів блокади, і що живуть в них примари нордических пристрастей». Інший кінокритик того ж видання - Сергій Добротворский, - пише у своїй рецензії як про достоїнства картини, до яких відносить в першу чергу рідкісну образотворчу цілісність, так і вказує на конкретні промахи та штампи: «показувати зливний отвір ванній, втягує життя разом з останніми краплями води, ось уже тридцять з гаком років можна тільки з посиланням на Хічкоку».

Критик Ніна Циркун сприймає фільм доброзичливо:
Схрещення поглядів - принципового, отже, безжального, і жалісливого, отже, безпринципного - робить вміщену в цю точку героїню об'єктом настільки пасивні, що виключає будь-яку рефлексію. Бергманівський «Осіння соната», перенесена в ландшафт рідних осик, не потребує подробицях і повністю розчиняється в картинах і етюдах, зібраних в колекцію постановником-художником.
На відміну від неї публіцист Лев Аннинський хоча і визнає певну привабливість фільму (за рахунок артистичної майстерності Наталії Коляканова), але бічні сюжетні лінії розцінює як «вставні номери (Баринов, який грає дурня-залицяльника; я вже не кажу про Окуневську - це просто віліпленій бенефіс)».
Російський кінокритик Михайло Трофименков вважає, що в картині режисер зумів підкорити своїй авторській волі потенціал таких індивідуальностей, як Литвинова, Коляканова і Окуневський. Крім того, «з пластики цей фільм належить до „поетичної“ лінії, зачарованої мальовничою красою світу навіть у її тлінні і розпаді. З інтонації - до авербаховського традиції „ленінградської школи“, культивірующі сумні, передсмертні мотиви».
Дмитро Савельєв - автор і редактор кількох кінознавчих журналів, дає більш негативну оцінку. Він вважає, що режисура тяжеловесна з причини кількох обставин. Головний злий жарт зіграв «синдром першого фільму»: «автор з ретельністю неофіту доводить своє право на професію. Це старанність відчуваєш фізично. Кожен кадр збудований з уїдливою прискіпливістю, але від образотворчої охайності тягне холодом і несвободою. Режисер намагається зробити мені красиво і боляче одночасно, естетізіруя самотність, біль і розпач».

## Додаткові факти
- Кіносценарій майбутнього фільму — дипломну роботу випускниці сценарного факультету ВДІКу Ренати Литвинової, - ще наприкінці 1980-х прочитала Кіра Муратова і висловила готовність екранізувати його. Пізніше вона обмежилася запрошенням актриси на роль у своєму фільмі «Захоплення».
- Картина — єдиний ігровий фільм, випущений на «Ленфільмі» в економічно несприятливому 1996 році.